# Пожарный дирижабль
Дирижабль, предназначенный для задач пожарных служб: как непосредственно для тушения пожаров за счет доставки и сброса огнетушащего вещества на очаг горения, так и для вспомогательных процедур: мониторинга местности на предмет возгораний, транспортирования средств пожаротушения, эвакуацию людей и ценностей из опасной зоны и др.
Пожарный дирижабль существует (с начала XX века) лишь на уровне идеи, варьирующейся в ряде проектных предложений, и на практике нигде в мире не производился и на сегодняшний день не производится.
Это обусловлено, с одной стороны, общими ритмами мирового дирижаблестроения. Так, в первой половине ХХ в. государственно-хозяйственные запросы и конструкторская мысль не успели подойти к созданию специализированных воздухоплавательных аппаратов «уже», поскольку эпоха дирижаблей оказалась относительно недолгой, а в начале XXI в. — «ещё», поскольку мир пребывает лишь на пороге возможного ренессанса дирижаблестроения. При этом когда инженеры, экономисты, политики в разных странах размышляют сегодня о целесообразности развертывания парка дирижаблей, соответствующей инфраструктуры, то в фокусе их рассмотрения оказываются, в первую очередь, дирижабли транспортные (пассажирские и грузовые), на которые пока ориентировано и пробное производство.
С другой стороны, создание пожарных дирижаблей по-своему проблематично, поскольку их устройство относительно сложнее, а условия функционирования труднее, чем у дирижаблей транспортных. Особую опасность для дирижабля будут представлять восходящие потоки горячего разреженного воздуха с присущей им высокой турбулентностью в зоне сильного пожара, в частности, лесного.
Отсюда в футурологии пожарной авиации легче воздуха вырисовываются два направления.
Согласно одному из них, пожарный дирижабль мыслится устройством не универсальным, но ориентированным лишь на решение определённых задач — в частности, тушение тех пожаров, где масштабное пламя отсутствует (например, торфяники, луга, дома), также на вспомогательную пожарную деятельность.
Другое направление стремится конструктивно нейтрализовать опасное воздействие среды на аппарат в зоне горения. В его рамках в России в 2016 году был предложен пожарный дирижабль пикирующий, который на подлете к месту пожара принимает для большей устойчивости вертикальное положение (посредством перекачки воды из донного бака носовой), частью воды смачивает собственный корпус в целях предохранения его от перегрева, при этом имеет дистанционное управление, чтобы не подвергать риску экипаж, который на нём отсутствует. Данный подход также тяготеет к приоритетному решению определённых пожарных задач: так, пикирующий дирижабль, в отличие от обычного, способен быть пригодным для тушения пожаров в городских условиях, в частности для подлета к верхним этажам высотных домов, для забора воды с поверхности городских водоемов.